# Restrepia dodsonii
Restrepia dodsonii, commonly called the Dodson's Restrepia, là một loài lan đặc hữu của Ecuador (Pichincha).